# The Twilight Zone (phim truyền hình 2002)
The Twilight Zone là một bộ phim truyền hình của Mỹ được sản xuất năm 2002 là một sự tiếp nối của loạt phim cùng tên của Rod Serling thập niên 1950/60s, The Twilight Zone. Với người dẫn chuyện là Forest Whitaker, anh sẽ đưa ta tới những nơi mà kì ảo nhất.

## Giải thưởng
- 2003 Nominated Saturn Award Best Network Television Series